# One (Band)
One ist eine Band aus Griechenland und Zypern.

## Werdegang
Die Mitglieder waren Constantinos Christoforou, Demetres Koutsavlakis, Phillipos Constantinos, Argyris Nastopoulos und Panos Tserpses. Ihre Musik und ihre Texte stammen von Giorgos Theofanous.
Am Ende des Jahres 2001 fragte der zypriotische Fernsehsender Cyprus Broadcasting Corporation, ob One Zypern beim Eurovision Song Contest 2002 vertreten würden. Die Band stimmte zu. In Tallinn, wo der Wettbewerb stattfand, erreichte ihr Song Gimme den sechsten Platz von 24 Teilnehmern. Sie waren damit die viertbesten zypriotischen Kandidaten beim Eurovision Song Contest.
Im Jahr 2003 verließ Constantinos Christoforou die Band.